# نيكي نيلسون
نيكي نيلسون (بالإنجليزية: Nikki Nelson)‏ هي كاتبة غنائية ومغنية أمريكية، ولدت في 3 يناير 1969 في لا ميسا في الولايات المتحدة.

## وصلات خارجية
- نيكي نيلسون على موقع ميوزك برينز (الإنجليزية)